# Патру Фраци (Јаломица)
Патру Фраци (рум. Patru Frați) насеље је у Румунији у округу Јаломица у општини Аданката. Oпштина се налази на надморској висини од 59 m.

## Становништво
Према подацима из 2002. године у насељу је живело 985 становника, од којих су сви румунске националности.